# Коба, Станислав
Станислав Коба (пол. Stanisław Koba; 26 января 1928 года, Загосьць — 23 июля 2021 года) — польский врач и политик, посол сейма ПНР IX созыва.

## Биография
Во время немецкой оккупации был санитаром Крестьянских батальонов (был сыном полка, присвоено почётное звание подполковника). В 1953 году окончил лечебный факультет Медицинской академии в Варшаве и начал работать в воеводской больнице в Кельце. В 1978 году стал ординатором отделения, а в 1980 году заведующим кафедрой клинического обучения. В 1986 году получил ученое звание профессора медицинских наук. Стал воеводским специалистом в области инфекционных болезней. Автор многих работ в области медицины, а также член польских научных обществ.
Входил в Молодежную организацию Общества рабочих университетов, Союз польской молодёжи, Союз польских студентов и Союз борцов за свободу и демократию. В 1965 году вступил в Польскую объединенную рабочую партию, в которой был членом комиссии здравоохранения воеводского комитета. Член воеводского совета Патриотического движения национального возрождения в Кельце. В 1985—1989 годах был депутатом Сейма Польской Народной Республики IX каденции от Келецкого избирательного округа, был членом Комитета по социальной политике, здравоохранению и физической культуре.

## Награды
- Партизанский крест
- Медаль «Победы и Свободы»
- Грюнвальдский знак